# Naum de Ocrida
Naum de Preslava, também conhecido como Naum de Ohrid ou Naum de Ácrida, foi um acadêmico búlgaro da Idade Média e um importante missionário entre os eslavos.
As informações sobre a vida de Naum são escassas. De acordo com a hagiografia dos santos Cirilo e Metódio escrita por Clemente de Ácrida, Naum participou da histórica missão à Grande Morávia juntamente com Cirilo, Metódio, Clemente, Angelário, Gorasdo e outros missionários eslavos em 863. Em 867 ou 868, ele foi ordenado sacerdote em Roma e, pelos vinte e dois anos seguintes, trabalhou com Cirilo e Metódio na tradução da Bíblia para o antigo eslavônico eclesiástico e promovendo o cristianismo na Morávia e na Panônia. Para conseguir realizar seus objetivos na Morávia, os missionários criaram o alfabeto glagolítico, o primeiro a levar em conta as especificidades da língua eslava. Um alfabeto derivado, o cirílico, é utilizando hoje em dia em muitas línguas. Os missionários também escreveram o primeiro código civil eslavo, que foi utilizado na Grande Morávia.
Porém, o trabalho missionário encontrou muita resistência, principalmente entre o clero germânico, que se opunha à criação de uma liturgia eslava. Já em 885, os dois principais patronos dos missionários, Rastislau da Morávia e o príncipe Gozilo da Panônia - e também os irmãos Cirilo e Metódio - haviam morrido e a pressão da igreja germânica se tornou cada vez mais hostil. Depois de um breve período preso por causa do conflito, Naum e alguns missionários voltaram para a Bulgária, que era governada na época pelo czar Bóris, que havia se convertido ao cristianismo em 864 e ficou conhecido a partir daí como "Bóris-Miguel", uma homenagem ao seu padrinho de batismo, o imperador bizantino Miguel III, o Ébrio. Naum se mudou para Plisca junto com Clemente, Angelário e, possivelmente, Gorasdo (de acordo com algumas fontes, ele já estaria morto na época).
Naum foi um dos fundadores da Escola Literária de Plisca (posteriormente, de Preslava), na qual ele trabalhou de 886 a 893. O relato contemporâneo mais confiável sobre as atividades de Naum em Plisca é "Um Relato de Letras" (O pismenech), um tratado sobre a literatura eslava escrita em eslavônico eclesiástico e que acredita-se ter sido composto depois de 893. Na obra, o autor pede a criação de um alfabeto eslavo comum.
Depois que Clemente foi consagrado bispo de Drembica (Velika) em 893, Naum continuou o trabalho dele em Ácrida (Ohrid), um outro importante centro da cultura eslava. Em 905, Naum fundou um mosteiro nas margens do Lago Ohrid e que, depois que ele foi enterrado lá, foi rebatizado como Mosteiro de São Naum.

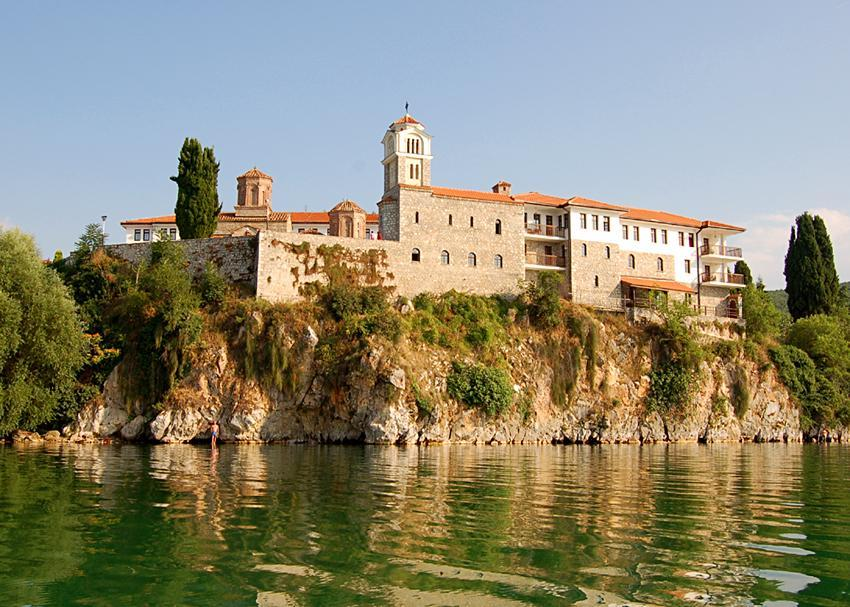
Mosteiro de São Naum, às margens do Lago Ohrid, fundado por São Naum e onde ele está sepultado.